# Karl-Alexander-Insel
Die Karl-Alexander-Insel (russisch Остров Карла-Александра; Ostrow Karla-Alexandra), auch Karl-Alexander-Land (russisch Земля Карла-Александра; Semlja Karla-Alexandra), ist eine Insel des arktischen Franz-Josef-Lands. Administrativ gehört sie zur russischen Oblast Archangelsk.

## Geographie
Die Karl-Alexander-Insel ist 29 km lang und bis zu 18 km breit. Ihre Fläche beträgt etwa 329 km². Ihre höchste Erhebung befindet sich im Westen und misst 365 m. Die Karl-Alexander-Insel ist mit Ausnahme einiger Uferzonen, besonders am Kap Felder (Mys Feldera), vollständig vergletschert. Die den gesamten Osten bedeckende Eiskappe ist nach dem russisch-sowjetischen Polarforscher Rudolf Samoilowitsch benannt. Dicht vor der Küste liegen einige kleine Inseln: Torup-Insel, Houen-Insel und Coburg-Insel im Nordosten sowie die Tschitschagow- und Pontremoli-Inseln im Westen. Im Osten ist die Karl-Alexander-Insel durch den 3 km breiten Scott-Keltie-Sund von der Rainer-Insel getrennt, im Süden durch den 6 km breiten Back-Kanal von der Jackson-Insel.

## Geschichte
Die Karl-Alexander-Insel wurde während der Österreich-Ungarischen Nordpolarexpedition (1872–1874) entdeckt und nach Karl Alexander von Sachsen-Weimar-Eisenach, einem Finanzier der Expedition, benannt. Julius Payer rastete am 14./15. April 1874 auf seiner zweiten Schlittenreise an der nahe gelegenen Coburg-Insel. 1895 umrundeten Fridtjof Nansen und Fredrik Hjalmar Johansen auf Fram-Expedition den Norden der Karl-Alexander-Insel und setzten ihren Weg nach Süden an der Westküste der Insel fort. Genauer kartiert wurde die Insel durch die Expedition mit der Stella Polare unter Leitung von Luigi Amadeo von Savoyen, die Franz-Josef-Land 1899/1900 besuchte und von hier einen Vorstoß zum Nordpol unternahm.